# Pull (álbum)
Pull es el tercer álbum de Winger, editado en 1993 y producido por Mike Shipley, contenía una canción menos en comparación de sus antecesores.
Este disco marcó un cambio significativo en el sonido de Winger, dejando de lado sus clásicas canciones pop-metal frecuente en sus dos primeros discos, este álbum se caracterizó por poseer un estilo más duro y más agresivo de la música con una buena dosis de tendencias sociopolíticas vistas en temas como "Blind Revolution Mad", "In for the Kill", y "Who's the One", esto también es evidente en la pista "Junkyard Dog (Tears on Stone)" donde se incorporan sonidos más pesados y contemporáneos. El material también era menos comercial y cercano a la radio. 
El álbum es a menudo considerado como el favorito entre los fanes del grupo, pero en términos de cifras, las ventas del álbum no fueron tan exitosas como los dos primeros álbumes, solo alcanzando el puesto # 83 en la lista de álbumes de Billboard.
Pull fue grabado con un integrante menos, ya que el guitarrista/teclista Paul Taylor había dejado la banda después la gira In the Heart of the Young tour en 1992.
Se añadió un bonus track llamado "Hell to Pay" disponible en la versión japonesa del álbum. Esta canción también está incluida en la compilación The Very Best of Winger del año 2001.

## Lista de canciones
| N.º | Título                          | Escritor(es) | Duración |  |
| 1.  | «Blind Revolution Mad»          | Beach/Winger | 5:25     |  |
| 2.  | «Down Incognito»                | Beach/Winger | 3:49     |  |
| 3.  | «Spell I'm Under»               | Winger       | 3:55     |  |
| 4.  | «In My Veins»                   | Beach/Winger | 3:14     |  |
| 5.  | «Junkyard Dog (Tears on Stone)» | Beach/Winger | 6:54     |  |
| 6.  | «The Lucky One»                 | Beach/Winger | 5:20     |  |
| 7.  | «In for the Kill»               | Beach/Winger | 4:13     |  |
| 8.  | «No Man's Land»                 | Beach/Winger | 3:17     |  |
| 9.  | «Like a Ritual»                 | Beach/Winger | 5:02     |  |
| 10. | «Who's the One»                 | Beach/Winger | 5:53     |  |

| Bonus track en disco japonés |               |              |          |  |
| N.º                          | Título        | Escritor(es) | Duración |  |
| 11.                          | «Hell to Pay» | Beach/Winger | 3:24     |  |

## Personal

### Banda
- Kip Winger – bajo, voz principal, guitarra, teclado, guitarra acústica
- Reb Beach – guitarra líder, voz secundaria
- Rod Morgenstein – batería, voz secundaria

### Músicos adicionales
- Frank Latorre – armónica en "Down Incognito"
- Alex Acuna – percusión en "Like A Ritual" y "Who's The One"

## Personal técnico
- Mike Shipley - productor, grabación y mixeo
- Kip Winger - coproductor
- Mike Stock - asistente de Mike Shipley
- Ted Jensen - masterizado

## The Making ofPull
The Making of Pull fue un video en VHS publicado 1993. Cuenta con películas caseras de la banda en el estudio de grabación del álbum, además de videos promocionales de las siguientes canciones:
- "Down Incognito"
- "Spell I’m Under"
- "In My Veins"
- "Who’s the One"

## Posiciones en listas
Álbum
| Lista             | Máxima posición |
| ----------------- | --------------- |
| The Billboard 200 | 83              |

Sencillos
| Título           | Máxima posición en Mainstream Rock Tracks |
| ---------------- | ----------------------------------------- |
| "Down Incognito" | 15                                        |